# テペ・シアルク
テペ・シアルク（ペルシア語: تپه سیلک、英: Tepe Sialk）は、イラン中央部のエスファハーン州のカーシャーン市の郊外に存在する大規模な遺跡である。近くにはフィン庭園がある。「テペ」はペルシア語で「丘」または「塚」を意味する。このエリアに存在した文化は、ザーヤンデ川文化との関係が認められている。

## 歴史
シアルクのジッグラトは、紀元前3000年頃に建造された。イラン文化遺産団体、ルーヴル美術館、フランス・イラン研究所の共同研究により、シアルク最古の集落は紀元前5500–6000年まで遡ることが確認されている。
当時シアルク（およびその周辺の地域全体）が発展したのは、近くに清潔で豊富な水源が存在していたことが原因だったと考えられている。「ソロモンの泉」と呼ばれる水源は、周囲の山々からもたらされる水を、現在に至るまで数千年にわたりこの地域に供給し続けている。17世紀に現在の形態になったフィン庭園は、この地域で人気のある観光スポットである。サファヴィー朝の王たちが首都を離れ休暇を過ごすために滞在していたのも、この地域だった。第2代正統カリフのウマル・イブン・ハッターブを暗殺したアブー・ルウルウが葬られているのもこの地域である。

## 考古学的調査
テペ・シアルクは、ロマン・ギルシュマンによって1933年、1934年、1937年の計3シーズンにわたり発掘された。この遺跡に関する研究は、D・E・マカウン（D.E. McCown）、Y・マジザデ（Y. Majidzadeh）、P・アミエ（P. Amieh）の3人の指揮で行われた。
1999年から2004年にかけての数シーズンには、ペンシルベニア大学とイラン文化遺産団体のメンバーから成る「シアルク再考プロジェクト」（Sialk Reconsideration Project）と名付けられたチームによって、再び発掘が実施された。
最初の発掘で出土した遺物のほとんどは最終的にルーヴル美術館に収蔵され、一部は大英博物館、ニューヨークのメトロポリタン美術館、およびイラン国立博物館に収蔵された。また、一部は個人のコレクターの手に渡った。
これらの遺物は、非常に精巧ないくつかの絵付き陶器類から成る。

## 画像

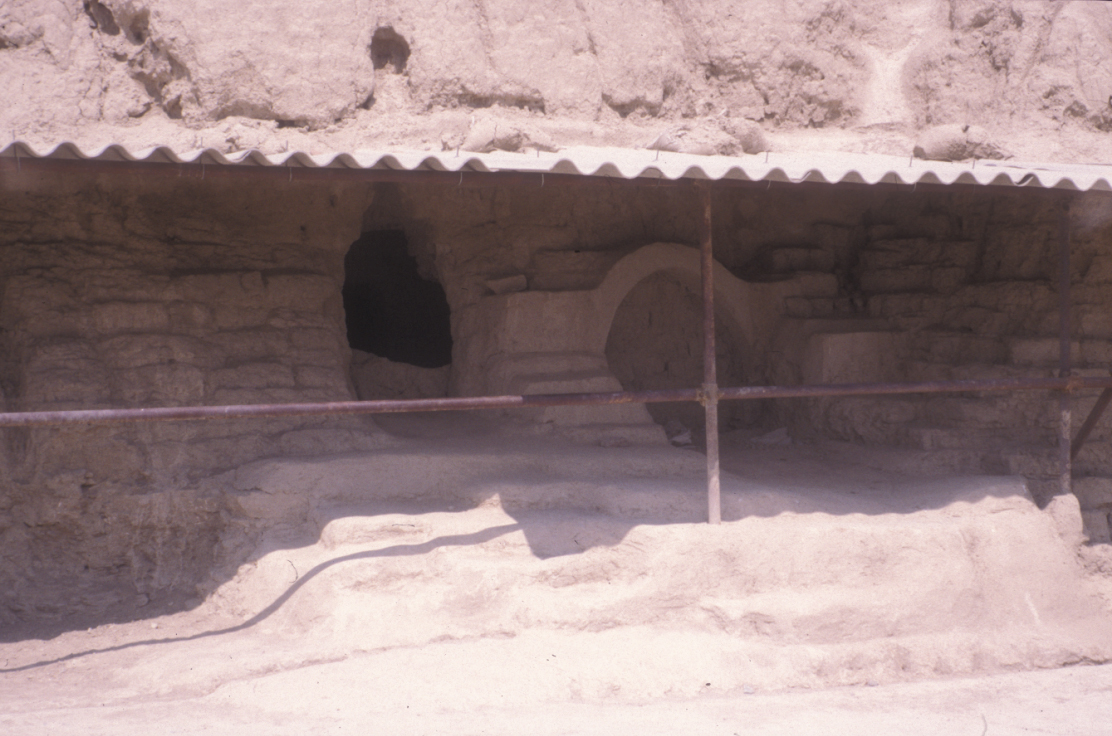
5500年前の骨やその他の出土遺物が保存されている（観光客は立入禁止）。
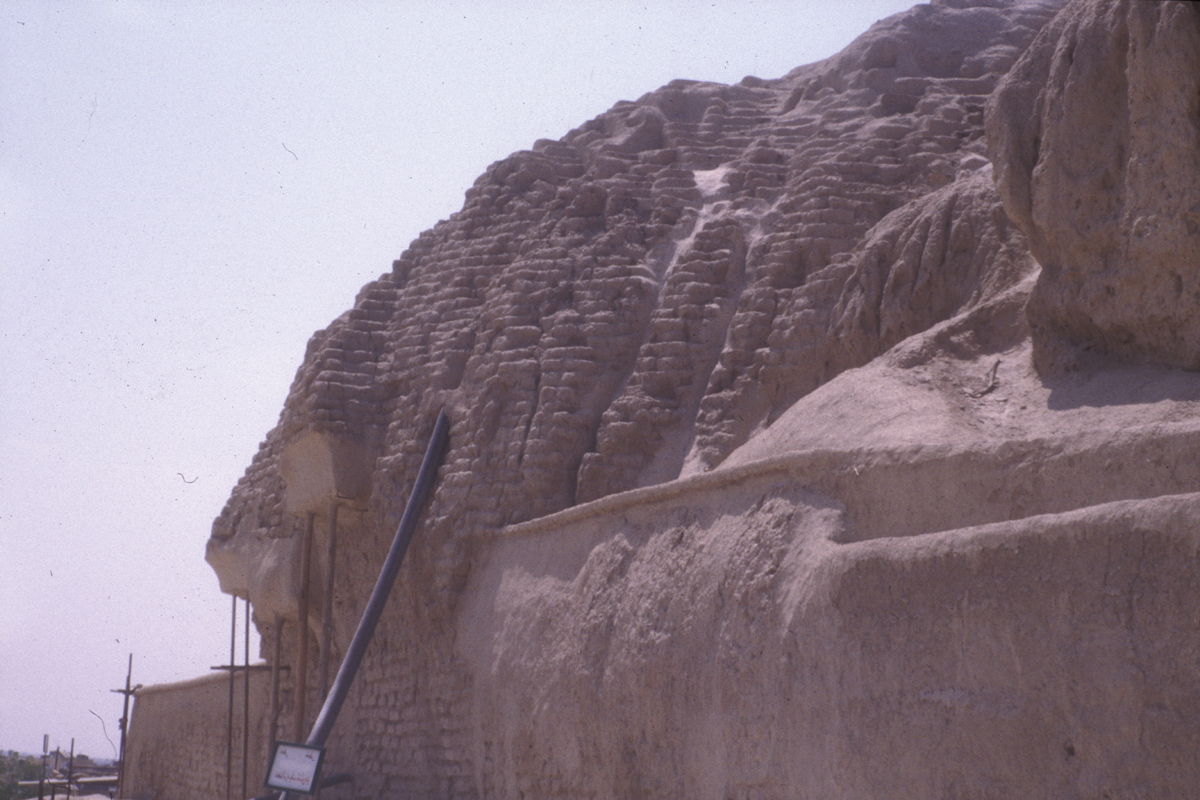
第1遺丘の第2壇の壁。
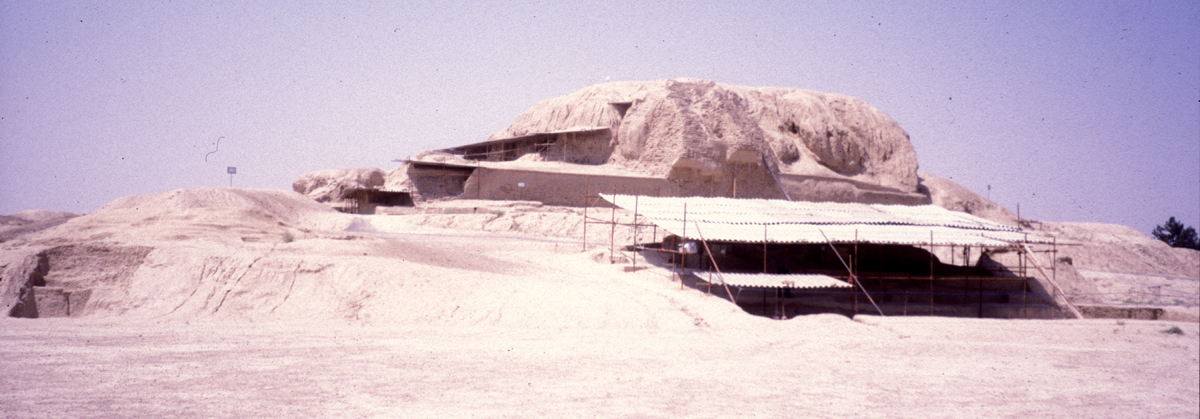
2つある遺丘のうちの第1遺丘の南ファサード。
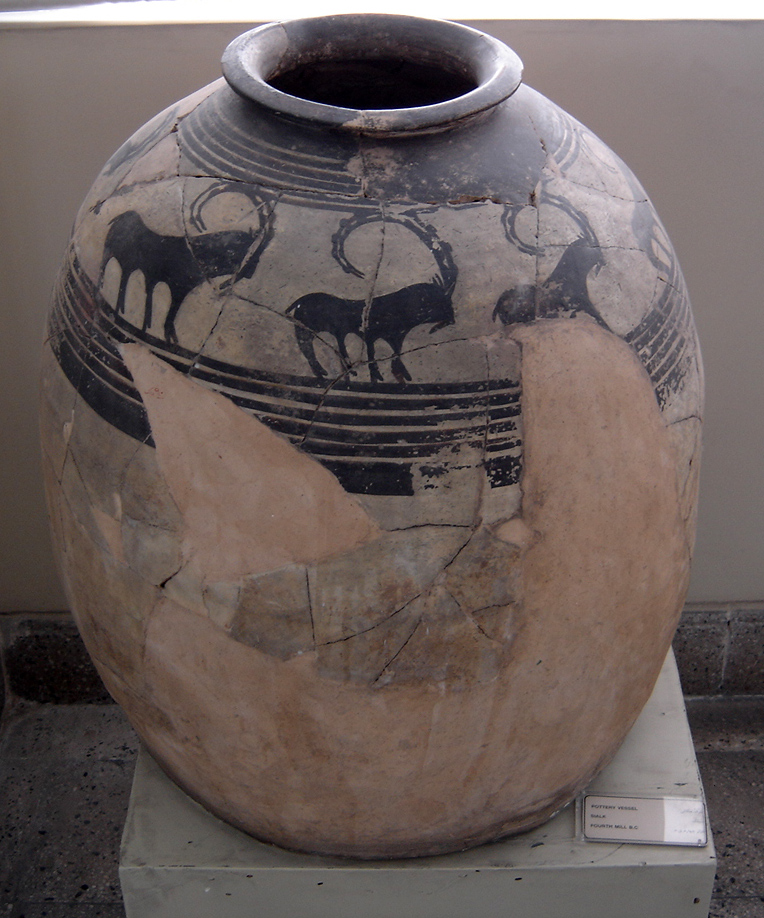
紀元前4000年頃の陶器の壺。テヘランのイラン国立博物館のシアルク・コレクションの一つ。
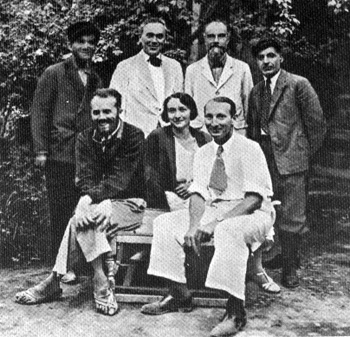
1934年にシアルクで撮影されたギルシュマンのチーム。右から順にロマン・ギルシュマン、タニア・・ギルシュマン、コントノー博士。
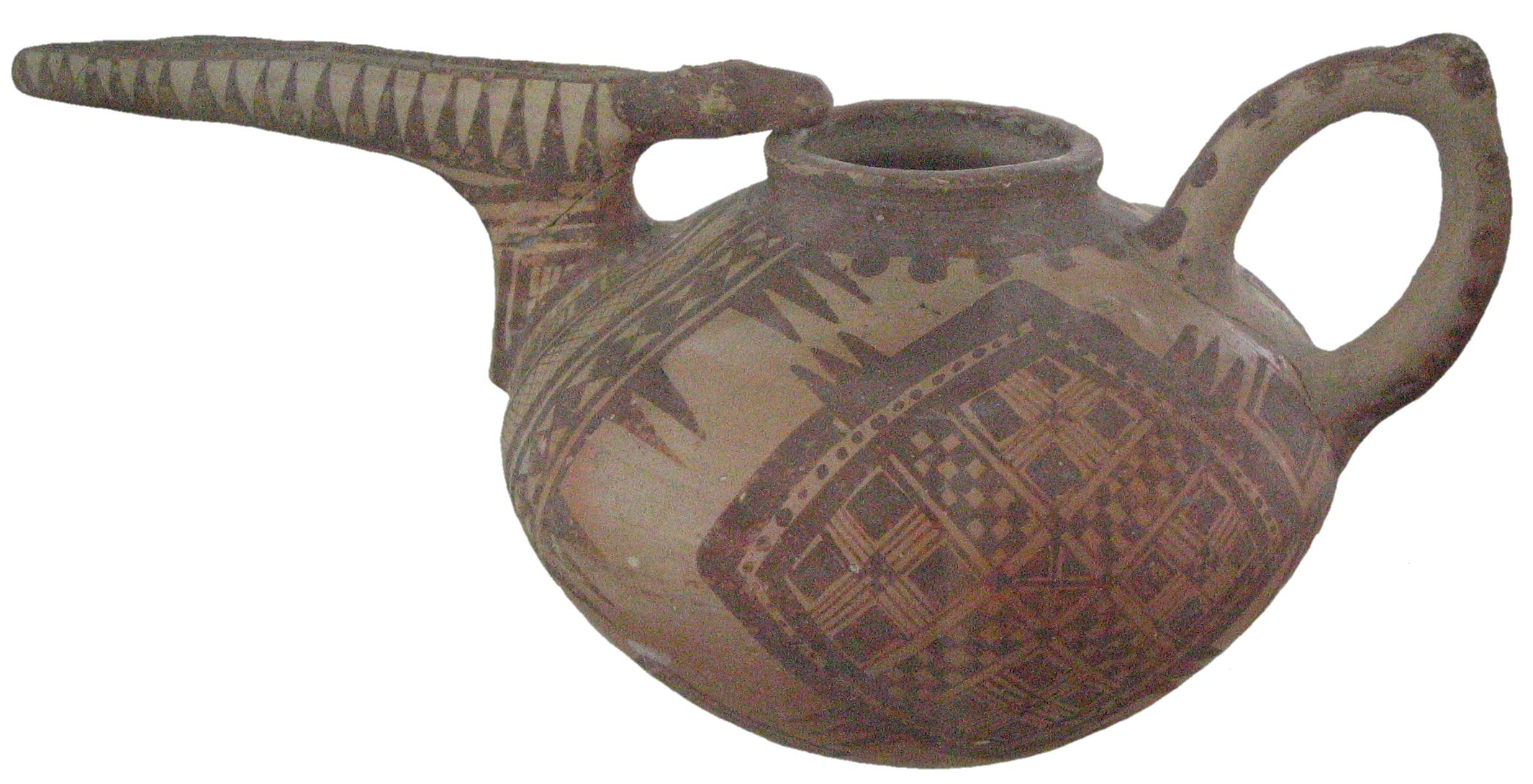
シアルクから出土した陶器。